# Lichtarmoede

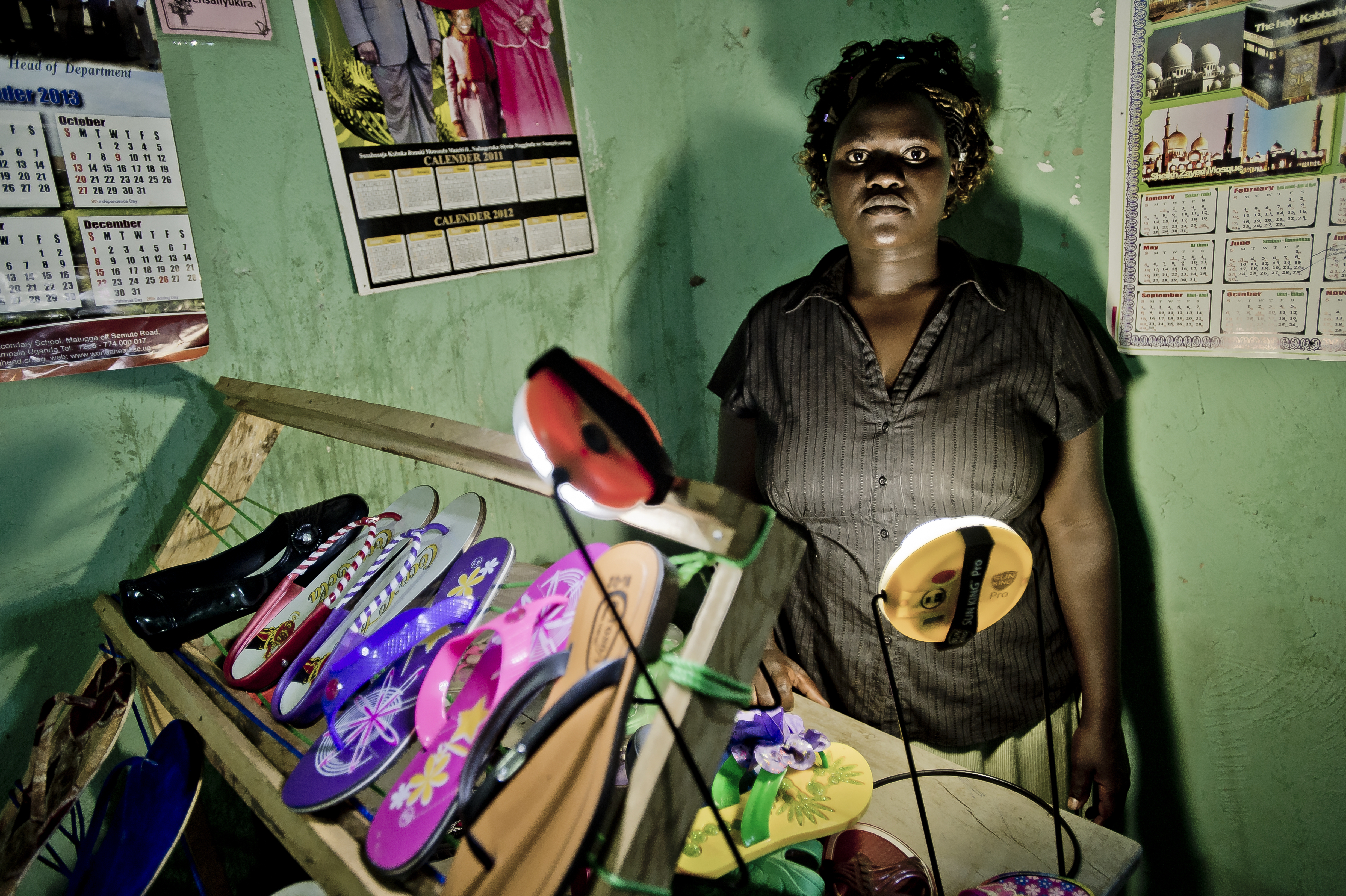
Een winkelier in een gebied in Oeganda zonder elekriticeitsaansluiting, die gebruikmaakt van lampen op zonne-energie.

Lichtarmoede is het gebrek aan toegang tot elektrische verlichting na zonsondergang. Volgens het World Economic Forum hadden in 2015 wereldwijd 1,3 miljard mensen geen toegang tot elektrisch licht, wat economische en sociale gevolgen heeft. Lichtarmoede treft hoofdzakelijk landen in Afrika, Azië en Zuid-Amerika.

## Achtergrond
De volledige afwezigheid of het gebrek aan een betrouwbaar stroomnet zorgt ervoor dat huishoudens geen adequate stroomvoorziening hebben. Met name voor ontwikkelingslanden is het vaak financieel niet haalbaar een betrouwbaar stroomnet op te zetten.  Licht is een basisbehoefte en cruciaal voor de menselijke ontwikkeling. Door het gebrek aan toegang tot elektrische verlichting kunnen ziekenhuizen, winkels en bedrijven na zonsondergang hun werk niet uitvoeren, wat de gezondheidszorg en lokale economie beïnvloed. Daarnaast heeft het ook een impact op schoolgaande kinderen en studenten die afhankelijk zijn van licht om hun schoolwerk uit te voeren. Het gebrek aan adequate straatverlichting zorgt voor onveilige situaties op straat en in het verkeer.
Meerdere studies hebben aangetoond dat nachtelijke lichtdichtheid een goede weerspiegeling is van de levensstandaard. De ontwikkeling van een land kan gevolgd worden aan de hand van de helderheid van nachtelijk kunstlicht. In sommige gevallen wordt het gebrek aan elektrisch licht gecompenseerd door het gebruik van generatoren, petroleumlampen en kaarsen, maar deze zijn gevaarlijk, slecht voor de gezondheid en hebben een negatieve impact op het milieu. Jaarlijks sterven 1,5 miljoen mensen door branden en ademhalingsziekten door het gebruik van petroleumlampen, kaarsen en houtvuren.

## Verenigde Naties
Om lichtarmoede onder de aandacht te brengen riep de Verenigde Naties het jaar 2015 uit tot het International Year of Light.